# 4Q122

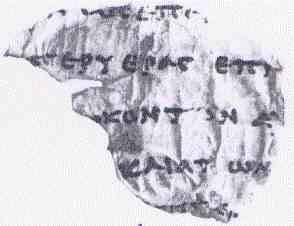
Rękopis zwoju 4Q122 (4Q LXXDeut)

4Q122 (według starego systemu oznaczeń 4Q LXXDeut) – rękopis Septuaginty spisany na pergaminie sporządzonym ze skóry zwierzęcej, datowany na II wiek p.n.e. Zwój ten zawiera fragment biblijnej Księgi Powtórzonego Prawa 11:4. Został znaleziony w Kumran w grocie 4. Fragment ten jest oznaczany również numerem 819 na liście rękopisów Septuaginty według klasyfikacji Alfreda Rahlfsa.
Rękopis został opublikowany i opisany w 1992 roku przez Patricka Skehana w publikacji Qumran cave 4.4 (Discoveries in the Judaean desert 9). Stare oznaczenie zwoju wskazuje, że został znaleziony w grocie 4, jest to rękopis LXX czyli Septuaginty, zawiera treści Księgi Powtórzonego Prawa.

## Rekonstrukcja tekstu
Zachowany tekst pochodzi z Pwt 11:4. Stychometrycznie zawiera 27-28 liter w linijce.
litery pisane czerwoną czcionką i podkreślone zostały zrekonstruowane.
Zrekonstruowany zachowany fragment LXX Pwt 11:4:
Pełny werset LXX Pwt 11:4:

4καὶ ὅσα ἐποίησε τὴν δύναμιν τῶν Αἰγυπτίων, τὰ ἅρματα αὐτῶν καὶ τὴν ἵππον αὐτῶν, καὶ τὴν δύναμιν αὐτῶν, ὡς ἐπέκλυσε τὸ ὕδωρ τῆς θαλάσσης τῆς ἐρυθρᾶς ἐπὶ προσώπου αὐτῶν καταδιωκόντων αὐτῶν ἐκ τῶν ὀπίσω ὑμῶν καὶ ἀπώλεσεν αὐτοὺς Κύριος ἕως τῆς σήμερον ἡμέρας,5
Rękopis ten jest przechowywany w Muzeum Rockefellera w Jerozolimie (Gr. 265 [4Q122]).